# ماکوتو کیتا
ماکوتو کیتا (ژاپنی: 北 慎؛ زادهٔ ۳۰ مهٔ ۱۹۷۶) یک بازیکن فوتبال اهل ژاپن است.
از باشگاه‌هایی که در آن بازی کرده‌است می‌توان به باشگاه فوتبال توکیو اشاره کرد.